# Wally Herbert
Walter William "Wally" Herbert (24 de octubre de 1934 - 12 de junio de 2007) fue un explorador polar británico.
Nacido en York (norte de Inglaterra), en el seno de una familia de fuerte tradición militar.
El 21 de febrero de 1968 una expedición liderada por Herbert salían de punta Barrow (Alaska), con la ayuda de 40 perros y en compañía de tres colaboradores, Herbert  se convirtió en el primer hombre en alcanzar el Polo Norte a pie y sin ningún medio de transporte motorizado durante una travesía épica de 16 meses y tras cubrir unos 6.115 kilómetros desde Alaska hasta Spitsbergen (Noruega). Herbert intentó casi diez años después circunnavegar Groenlandia, pero la empresa no tuvo éxito.
Premiado con dos Medallas Polares, la primera por su investigación antártica (1960-62) y por cruzar el océano Ártico (1968-69) la segunda, con las medallas de oro de la National Geographic Society y la Royal Scottish Geographical Society.